# Mariana Esnoz
Mariana Esnoz (25 febbraio 1984) è un'attrice argentina.
È celebre per aver interpretato il personaggio di Quela Musso nella telenovela Champs 12.

## Biografia
Nel 2010 è impegnata in due telenovelas: Ciega a citas e Todos contra Juan. Ha inoltre recitato a teatro nelle piéce París en América con Paula Castagnetti e La última cena, come attrice e traduttrice.

## Filmografia

### Cinema
- La última fiesta, regia di Leandro Mark e Nicolás Silbert (2016)

### Televisione
- Champs 12 (127 episodi) (2009)
- Ciega a citas (3 episodi) (2010)
- Todos contra Juan (1 episodio) (2010)
- Caín y Abel (2010)
- Los únicos (2012)

## Teatro
- La última cena (2009)
- París en América (2011)